# SpVgg Röhlinghausen
Die SpVgg Röhlinghausen (vollständiger Name: Spielvereinigung Röhlinghausen 1913 e. V.) ist ein Sportverein aus dem Herner Stadtteil Röhlinghausen. Die erste Fußballmannschaft spielte zwischen 1937 und 1945 in der Gauliga Westfalen.

## Geschichte
Im Jahre 1913 gründete sich der Verein Spiel und Sport 1913 Röhlinghausen. 1924 fusionierte der Verein mit dem Ballspielverein 1919 Röhlinghausen und dem VfL 1922 Röhlinghausen zur SpVgg Röhlinghausen. Der Verein war eng mit der Zeche Königsgrube verbunden. Der sportliche Aufstieg in den folgenden Jahren war Eng mit der Zeche Königsgrube verbunden. 1937 stieg die Mannschaft in die Gauliga Westfalen auf, nachdem die Spielvereinigung in der Aufstiegsrunde namhafte Gegner wie Arminia Bielefeld und Preußen Münster hinter sich lassen konnten. Bis zum Ende des Zweiten Weltkrieges gehörten die Röhlinghausener dieser Spielklasse an. Gleich in der Saison 1937/38 belegte die Mannschaft den vierten Platz. Die Saison 1939/40 beendete die Mannschaft als Letzter. Kriegsbedingt wurde der Abstieg jedoch ausgesetzt. Während der Saison erreichte die Mannschaft vom Strathmannshof, wo auf einem Ascheplatz gespielt wurde, ein 2:2-Remis beim Serienmeister FC Schalke 04. Höhepunkt der Gauligaära war die Saison 1942/43, wo die SpVgg den dritten Platz hinter Schalke und dem VfL Altenbögge belegte.
Nach dem Kriegsende verpassten die Röhlinghauser 1947 nur knapp die Aufnahme in die Oberliga West. In der Relegationsrunde scheiterte die Spielvereinigung an Hamborn 07 und dem VfL Witten. Zwei Jahre später gehörte der Verein zu den Gründungsmitgliedern der II. Division West. Nach der Saison 1949/50 entzog der WFLV dem Verein aus finanziellen Gründen die Lizenz. Die vom Verband vorgeschlagene Fusion mit dem TB Eickel wurde mit großer Mehrheit abgelehnt. In der folgenden Saison wurde die SpVgg Westfalenmeister und schaffte den direkten Wiederaufstieg. Gleichzeitig qualifizierte sich die Spielvereinigung für die erstmals ausgetragene Deutsche Amateurmeisterschaft, wo die Röhlinghausener gleich in der ersten Runde nach einem 1:2 beim SSV Delmenhorst ausschieden.
In der Saison 1951/52 folgte der sportliche Abstieg als Drittletzter. Zahlreiche Stammspieler verließen den Verein, alleine vier zum VfL Bochum (Duddek, Liebers, Schirrmacher und Sturm). 1953 erreichte die Spielvereinigung noch den dritten Platz bei der Westfalenmeisterschaft hinter dem VfB 03 Bielefeld und dem TSV Marl-Hüls, ehe drei Jahre später die Qualifikation zur neu geschaffenen Verbandsliga gelang. Hier kam die Mannschaft nicht mehr über Mittelfeldpositionen hinaus und stieg 1961 in die Landesliga ab. Im gleichen Jahr wurde die Zeche Königsgrube geschlossen. Begleitet von wirtschaftlichen Problemen ging es 1962 runter in die Bezirksklasse und 1969 in die Kreisklasse.
Anfang der 1970er Jahre gelang eine sportliche Renaissance. Nach zwei Aufstiegen in Folge war die Spielvereinigung wieder in der Landesliga und verpasste nur knapp den Aufstieg in die Verbandsliga. Das Entscheidungsspiel gegen den punktgleichen TuS Eving-Lindenhorst ging vor 8.000 Zuschauern im neutralen Langendreer mit 0:1 verloren. Bis 1978 hielten sich die Röhlinghausener noch in der Landesliga, ehe die Mannschaft zunächst in die Bezirksliga und 1996 in die Kreisliga A abstieg.
Seit dem Abstieg im Jahre 2004 treten die Röhlinghausener in der Herner Kreisliga B an. In der Saison 2019/20 wurde die Mannschaft mit nur drei Punkten Tabellenletzter. Wegen der COVID-19-Pandemie wurde die Saison abgebrochen und der Abstieg ausgesetzt.

## Persönlichkeiten
- Hermann Eppenhoff
- Heinz Kördell
- Friedrich Schrebb
- Günter Wilmovius